# Emin Mahmudov
Emin Mahmudov (Saatli, 27 de abril de 1992) es un futbolista azerí, nacionalizado ruso, que juega en la demarcación de centrocampista para el Neftçi PFK de la Liga Premier de Azerbaiyán.

## Selección nacional
Tras jugar en las categorías inferiores de la selección rusa, finalmente hizo su debut con la selección de fútbol de Azerbaiyán en un partido de clasificación para la Copa Mundial de Fútbol de 2018 contra San Marino que finalizó con un resultado de 0-1 a favor del combinado azerí tras el gol de Ruslan Qurbanov.

### Goles internacionales
| #  | Fecha                    | Estadio                                                 | Oponente   | Gol | Resultado | Competición                                          |
| -- | ------------------------ | ------------------------------------------------------- | ---------- | --- | --------- | ---------------------------------------------------- |
| 1  | 9 de junio de 2018       | Estadio Daugava, Riga, Letonia                          | Letonia    | 0-3 | 1-3       | Amistoso                                             |
| 2  | 30 de marzo de 2021      | Estadio Olímpico de Bakú, Bakú, Azerbaiyán              | Serbia     | 1-1 | 1-2       | Clasificación para la Copa Mundial de Fútbol de 2022 |
| 3  | 27 de mayo de 2021       | Estadio Bahçeşehir Okulları, Alanya, Turquía            | Turquía    | 0-1 | 2-1       | Amistoso                                             |
| 4  | 1 de septiembre de 2021  | Estadio de Luxemburgo, Ciudad de Luxemburgo, Luxemburgo | Luxemburgo | 2-1 | 2–1       | Clasificación para la Copa Mundial de Fútbol de 2022 |
| 5  | 4 de septiembre de 2021  | Estadio Aviva, Dublín, Irlanda                          | Irlanda    | 0-1 | 1-1       | Clasificación para la Copa Mundial de Fútbol de 2022 |
| 6  | 12 de octubre de 2021    | Estadio Rajko Mitić, Belgrado, Serbia                   | Serbia     | 1-1 | 3-1       | Clasificación para la Copa Mundial de Fútbol de 2022 |
| 7  | 14 de noviembre de 2021  | Estadio Olímpico de Bakú, Bakú, Azerbaiyán              | Catar      | 1–1 | 2–2       | Amistoso                                             |
| 8  | 14 de noviembre de 2021  | Estadio Olímpico de Bakú, Bakú, Azerbaiyán              | Catar      | 2–1 | 2–2       | Amistoso                                             |
| 9  | 16 de noviembre de 2022  | Estadio Zimbru, Chisináu, Moldavia                      | Moldavia   | 0-1 | 1–2       | Amistoso                                             |
| 10 | 24 de marzo de 2023      | Waldstadion, Pasching, Austria                          | Austria    | 3-1 | 4–1       | Clasificación para la Eurocopa 2024                  |
| 11 | 12 de septiembre de 2023 | Dalga Arena, Bakú, Azerbaiyán                           | Jordania   | 1-0 | 2–1       | Amistoso                                             |
| 12 | 16 de noviembre de 2023  | Estadio Tofiq Bəhramov, Bakú, Azerbaiyán                | Suecia     | 1-0 | 3–0       | Clasificación para la Eurocopa 2024                  |
| 13 | 16 de noviembre de 2023  | Estadio Tofiq Bəhramov, Bakú, Azerbaiyán                | Suecia     | 3-0 | 3–0       | Clasificación para la Eurocopa 2024                  |
| 14 | 11 de junio de 2024      | Haladás Sportkomplexum, Szombathely, Hungría            | Kazajistán | 2-2 | 3–2       | Amistoso                                             |

## Clubes
| Club                         | País       | Año       | Partidos | Goles |
| ---------------------------- | ---------- | --------- | -------- | ----- |
| FC Saturn Ramenskoye         | Rusia      | 2010      | 22       | 1     |
| F. C. Spartak de Moscú       | Rusia      | 2011-2012 | 15       | 0     |
| FC Tom Tomsk (cedido)        | Rusia      | 2012      | 8        | 0     |
| F. C. Spartak de Moscú       | Rusia      | 2012      | 1        | 0     |
| PFC Krylia Sovetov Samara    | Rusia      | 2013-2015 | 20       | 1     |
| FC Mordovia Saransk (cedido) | Rusia      | 2015-2016 | 19       | 0     |
| Boavista F. C.               | Portugal   | 2016-2017 | 12       | 1     |
| Neftçi PFK                   | Azerbaiyán | 2017-     | 235      | 56    |

## Palmarés

### Títulos nacionales
| Título                     | Club       | País       | Año  |
| -------------------------- | ---------- | ---------- | ---- |
| Liga Premier de Azerbaiyán | Neftçi PFK | Azerbaiyán | 2021 |